# Obična zmijavičica
Obična zmijavičica (zmijino zelje, lat. Dracunculus vulgaris) trajnica iz porodice kozlačevki, pripada među najsmrdljivije biljke na svijetu. Raširena je po Mediteranu od Hrvatske do Grčke, i dijelovima Turske, a uvezena je i u Sjevernu Ameriku.
Biljka je egzotičnog izgleda i neugodnog mirisa s cvijetom purpurne boje iz kojeg izlazi dugi crveno-crni 'jezik'. Neugodan miris naročito se osjeća kad dosegne punu zrelost, a njime privlači muhe i druge kukce radi polinacije.
Naraste do 150 pa i do 200cm visine.